# Пінсон рудий
Пі́нсон рудий (Aimophila rufescens) — вид горобцеподібних птахів родини Passerellidae. Мешкає в Мексиці і Центральній Америці.

## Опис

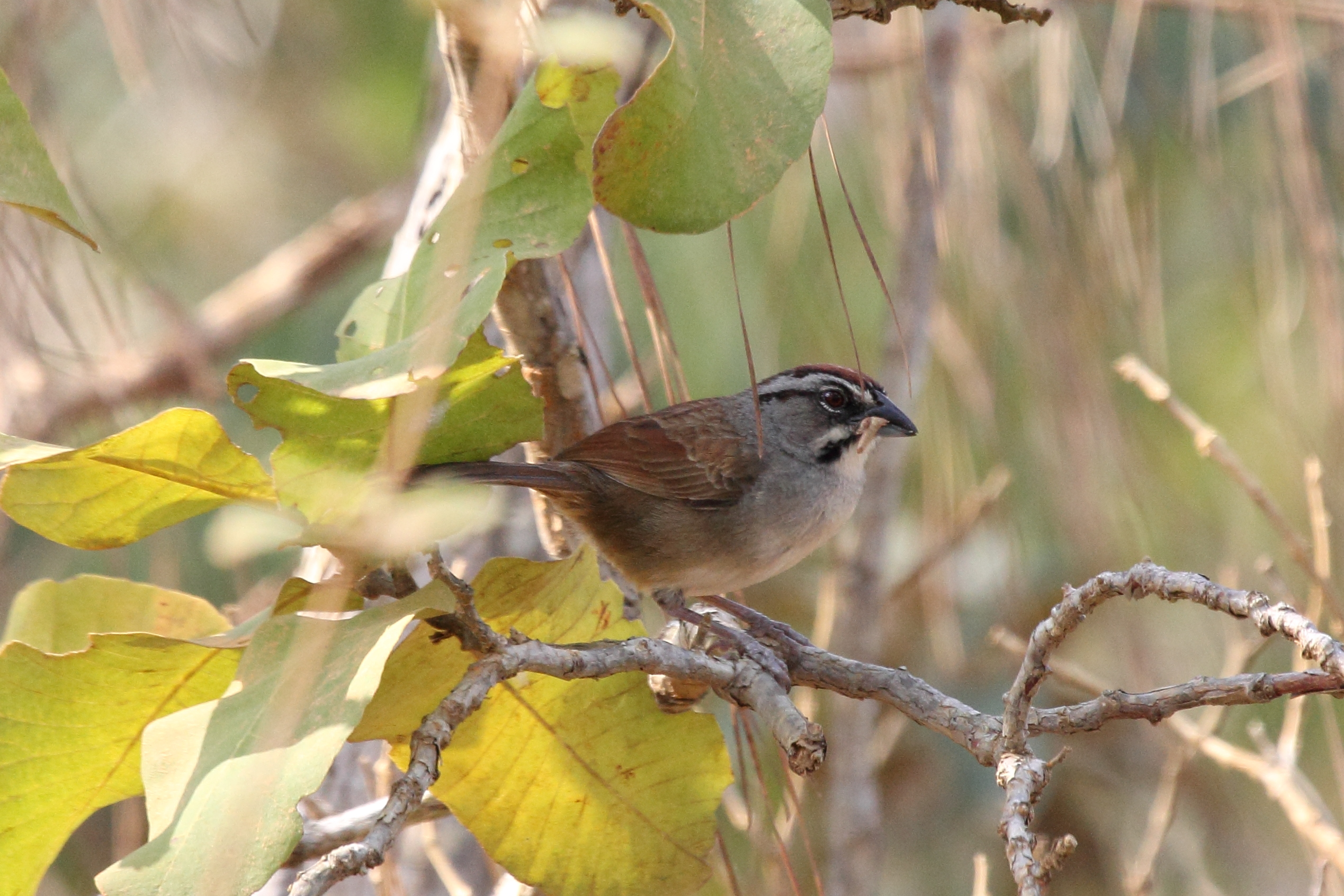
Рудий пінсон

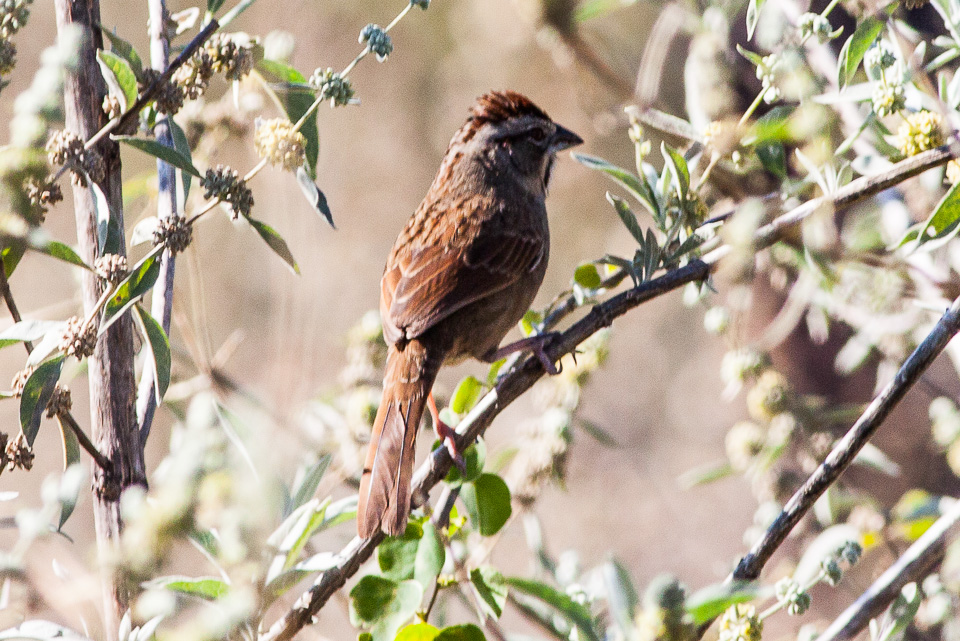
Рудий пінсон

Довжина птаха становить 18,5-20 см, вага 36 г. Верхня частина голови каштанова, решта голови оливково-сіра, обличчя і горло білі, через очі ідуть темні смуги. під дзьобом помітні чорні "вуса". Навколо очей білуваті кільця. Крила і хвіст іржасто-коричневі, нижня частина тіла сіра.

## Підвиди
Виділяють сім підвидів:
- A. r. antonensis Van Rossem, 1942 — північний захід Мексики (гори Сьєрра-де-Сан-Антоніо на півночі центральної Сонори);
- A. r. mcleodii Brewster, 1888 — північний захід Мексики (від східної Сонори і західного Чіуауа до півночі Сіналоа і північного заходу Дуранго);
- A. r. rufescens (Swainson, 1827) — захід і південний захід Мексики (від півдня Сіналоа до Коліми, Оахаки, південної Пуебли і південного заходу Чіапаса);
- A. r. pyrgitoides (Lafresnaye, 1839) — від східної Мексики (на південь від південного Тамауліпаса) до північного і центрального Сальвадора, центрального Гондураса і північного заходу Нікарагуа;
- A. r. discolor Ridgway, 1888 — північ Гондурасу і північний захід Накарагуа;
- A. r. pectoralis Dickey & Van Rossem, 1927 — тихоокеанські схили на півдні Сальвадору і Гондурасу;
- A. r. hypaethra Bangs, 1909 — тихоокеанські схили на північному заході Коста-Рики (Кордильєра-де-Гуанакасте[en]).

## Поширення і екологія
Руді пінсони мешкають в Мексика, Гватемалі, Сальвадорі, Гондурасі, Нікарагуа і Коста-Риці. Вони живуть в дубових і соснових рідколіссях, у вологих вічнозелених гірських лісах і в чагарникових заростях. Зустрічаються невеликими сімейними зграйками, на висоті від 600 до 2700 м над рівнем моря. Живляться насінням, комахами та іншими безхребетними. Шукають їжу в густих чагарниках.